# Expulsão dos iugoslavos da Albânia
A expulsão dos iugoslavos da Albânia foi uma campanha anti-iugoslava levada a cabo pelo líder albanês Enver Hoxha contra a liderança dos líderes iugoslavos Josip Broz Tito e Aleksander Ranković. Isto aconteceu durante o período da Guerra Fria, bem como durante as tensões geopolíticas entre a Albânia Comunista e a Iugoslávia. 

## Antecedentes
Em 1948, as relações entre a Albânia comunista e a Iugoslávia deterioraram-se dramaticamente. Os dois países, que anteriormente mantinham laços políticos e económicos estreitos, entraram em conflito devido a diferenças ideológicas entre a liderança albanesa sob Enver Hoxha e o governo jugoslavo liderado por Josip Broz Tito. Isto gerou tensões entre as duas nações e teve um impacto profundo na minoria jugoslava na Albânia. 

## Curso dos eventos
Ao longo de 1948, muitos iugoslavos na Albânia foram expulsos sob a acusação de espionagem e lealdade a Tito. Isto ocorreu em resposta à divisão ideológica entre a Albânia e a Iugoslávia, bem como ao alinhamento da política externa da Albânia com a União Soviética. 
As expulsões ocorreram frequentemente em condições difíceis e as pessoas afectadas perderam frequentemente os seus bens e meios de subsistência na Albânia. Como resultado, um total de 3.500 civis, políticos, militares e conselheiros iugoslavos foram expulsos de toda a Albânia pelo Exército Popular Albanês e pelos Sigurimi liderados por Enver Hoxha e Kadri Hazbiu. 
Além disso, durante a expulsão, uma família bosníaca foi executada por Kadri Hazbiu e pelos seus agentes do Sigurimi por serem agentes Iugoslavos da UDBA. 

## Consequências
Após a expulsão dos Iugoslavos da Albânia, Enver Hoxha começou a fechar as fronteiras entre a Iugoslávia e a Albânia.  Ele então iniciou uma campanha para caçar e eliminar as facções iugoslavas que permaneceram na Albânia. Este expurgo continuou para além de 1948, com Hoxha também tendo como alvo simpatizantes pró-iugoslavos, que durou até 1954.  A título de exemplo, ordenou a execução do agente albanês, Koçi Xoxe, que era afiliado a Tito.